# Saint-Xandre
Saint-Xandre és un municipi francès situat al departament del Charente Marítim i a la regió de la Nova Aquitània. L'any 2007 tenia 4.519 habitants.

## Demografia

### Població
El 2007 la població de fet de Saint-Xandre era de 4.519 persones. Hi havia 1.717 famílies de les quals 305 eren unipersonals (109 homes vivint sols i 196 dones vivint soles), 628 parelles sense fills, 676 parelles amb fills i 108 famílies monoparentals amb fills.
La població ha evolucionat segons el següent gràfic:
Habitants censats

### Habitatges
El 2007 hi havia 1.812 habitatges, 1.729 eren l'habitatge principal de la família, 43 eren segones residències i 40 estaven desocupats. 1.744 eren cases i 62 eren apartaments. Dels 1.729 habitatges principals, 1.421 estaven ocupats pels seus propietaris, 292 estaven llogats i ocupats pels llogaters i 16 estaven cedits a títol gratuït; 5 tenien una cambra, 51 en tenien dues, 215 en tenien tres, 638 en tenien quatre i 820 en tenien cinc o més. 1.480 habitatges disposaven pel capbaix d'una plaça de pàrquing. A 701 habitatges hi havia un automòbil i a 950 n'hi havia dos o més.

### Piràmide de població
La piràmide de població per edats i sexe el 2009 era:
| Homes | Edats   | Dones |
| ----- | ------- | ----- |
| 0     | 95 o +  | 8     |
| 0     | 90 a 94 | 12    |
| 16    | 85 a 89 | 20    |
| 8     | 80 a 84 | 16    |
| 36    | 75 a 79 | 56    |
| 56    | 70 a 74 | 56    |
| 64    | 65 a 69 | 72    |
| 132   | 60 a 64 | 136   |
| 152   | 55 a 59 | 116   |
| 156   | 50 a 54 | 136   |
| 212   | 45 a 49 | 232   |
| 144   | 40 a 44 | 160   |
| 168   | 35 a 39 | 120   |
| 112   | 30 a 34 | 188   |
| 104   | 25 a 29 | 104   |
| 120   | 20 a 24 | 92    |
| 136   | 15 a 19 | 180   |
| 144   | 10 a 14 | 148   |
| 164   | 5 a 9   | 148   |
| 108   | 0 a 4   | 112   |

## Economia
El 2007 la població en edat de treballar era de 2.950 persones, 2.148 eren actives i 802 eren inactives. De les 2.148 persones actives 2.000 estaven ocupades (1.022 homes i 978 dones) i 148 estaven aturades (66 homes i 82 dones). De les 802 persones inactives 368 estaven jubilades, 256 estaven estudiant i 178 estaven classificades com a «altres inactius».

### Ingressos
El 2009 a Saint-Xandre hi havia 1.754 unitats fiscals que integraven 4.471,5 persones, la mediana anual d'ingressos fiscals per persona era de 20.542 €.

### Activitats econòmiques
Dels 126 establiments que hi havia el 2007, 3 eren d'empreses alimentàries, 4 d'empreses de fabricació d'altres productes industrials, 30 d'empreses de construcció, 27 d'empreses de comerç i reparació d'automòbils, 2 d'empreses de transport, 6 d'empreses d'hostatgeria i restauració, 2 d'empreses d'informació i comunicació, 6 d'empreses financeres, 7 d'empreses immobiliàries, 16 d'empreses de serveis, 17 d'entitats de l'administració pública i 6 d'empreses classificades com a «altres activitats de serveis».
Dels 45 establiments de servei als particulars que hi havia el 2009, 1 era una oficina de correu, 1 una oficina bancària, 1 funerària, 3 tallers de reparació d'automòbils i de material agrícola, 1 autoescola, 6 paletes, 2 guixaires pintors, 8 fusteries, 6 lampisteries, 4 electricistes, 1 empresa de construcció, 1 perruqueria, 4 restaurants, 5 agències immobiliàries i 1 saló de bellesa.
Dels 13 establiments comercials que hi havia el 2009, 1 era un supermercat, 1 una gran superfície de material de bricolatge, 1 una botiga de menys de 120 m², 2 fleques, 3 carnisseries, 1 una peixateria, 1 una llibreria, 1 una botiga d'electrodomèstics, 1 una perfumeria i 1 una floristeria.
L'any 2000 a Saint-Xandre hi havia 26 explotacions agrícoles que ocupaven un total de 1.170 hectàrees.

## Equipaments sanitaris i escolars
El 2009 hi havia 1 psiquiàtric, 2 farmàcies i 1 ambulància.
El 2009 hi havia 1 escola maternal i 1 escola elemental.

## Poblacions més properes
El següent diagrama mostra les poblacions més properes.